# Doussay
Doussay ist eine französische Gemeinde mit 680 Einwohnern (Stand: 1. Januar 2022) im Département Vienne in der Region Nouvelle-Aquitaine; sie gehört zum Arrondissement Châtellerault und zum Kanton Loudun (bis 2015: Kanton Lencloître). Die Einwohner werden Dousséens genannt.

## Geographie
Doussay liegt etwa 20 Kilometer westnordwestlich von Châtellerault. Umgeben wird Doussay von den Nachbargemeinden Saires im Norden und Nordwesten, Savigny-sous-Faye im Norden und Nordosten, Cernay und Saint-Genest-d’Ambière im Osten, Lencloître im Süden, Thurageau im Süden und Südwesten, Chouppes im Südwesten, Coussay im Westen sowie Verrue im Nordwesten.

## Bevölkerungsentwicklung
| Jahr                      | 1962 | 1968 | 1975 | 1982 | 1990 | 1999 | 2006 | 2013 |
| Einwohner                 | 734  | 649  | 603  | 574  | 565  | 537  | 590  | 663  |
| Quelle: Cassini und INSEE |      |      |      |      |      |      |      |      |

## Sehenswürdigkeiten
- Kirche Saint-Martin, ursprünglicher Bau aus dem 8. Jahrhundert, seit 1984 Monument historique (siehe auch: Liste der Monuments historiques in Doussay)